# Stanford V
Stanford V — режим химиотерапии, разработанный в 1988 году Стэнфордским Центром по изучению рака при Стэнфордском медицинском университете и предназначенный для лечения лимфогранулематоза, как первая линия терапии. Целью его разработки было добиться не худшей частоты полных ремиссий, чем у режимов MOPP, COPP и ABVD, и в то же время уменьшить частоту острых и отсроченных побочных токсических явлений, частоту повреждений лёгких блеомицином, частоту развития вторичных опухолей и частоту утраты фертильности по сравнению с этими режимами.

## Режим дозирования
Дозы:
| Лекарство    | Доза                             | Путь введения                                      | Дни цикла      |
| ------------ | -------------------------------- | -------------------------------------------------- | -------------- |
| Доксорубицин | 25 мг/м2                         | Внутривенно болюсно                                | Дни 1 и 15     |
| Винбластин   | 6 мг/м2                          | Внутривенно болюсно                                | Дни 1 и 15     |
| Мустин       | 6 мг/м2                          | Внутривенно болюсно                                | День 1         |
| Винкристин   | 1,4 мг/м2 (максимально max 2 mg) | Внутривенно болюсно                                | Дни 8 и 22     |
| Блеомицин    | 5 мг/м2                          | Внутривенно болюсно                                | Дни 8 и 22     |
| Этопозид     | 60 мг/м2                         | Внутривенно инфузионно                             | Дни 15, 16     |
| Преднизолон  | 40 мг/м2 в сутки                 | Перорально (внутрь) в 4 приёма в разделённых дозах | Каждые два дня |

Химиотерапевтическая часть протокола Stanford V может длиться от 8 до 12 недель, в зависимости от стадии заболевания. После химиотерапии, согласно протоколу, следует лучевая терапия продолжительностью от 2 до 6 недель на поражённые области тела.
Протокол Stanford V требует более тщательного соблюдения сроков введения химиопрепаратов, чем другие протоколы лечения лимфогранулематоза (COPP, MOPP, ABVD). Лечение по протоколу Stanford V получается в среднем примерно вдвое короче, чем лечение по другим протоколам, предназначенным для лечения лимфогранулематоза. Тем не менее, в рандомизированном контролируемом клиническом испытании протокол Stanford V уступил протоколу ABVD по частоте полных ремиссий и по общей и безрецидивной выживаемости. Это исследование было подвергнуто критике за ненадлежащее соблюдение протокола Stanford V. В частности, в этом итальянском исследовании компонент лучевой терапии после окончания химиотерапии не был должным образом проведен и часто игнорировался или исключался, либо больные получали недостаточные дозы лучевой терапии, по сравнению с применяемыми в Университете Стэнфорда. В ретроспективном исследовании Центра по изучению рака при Мемориале Слоан-Кеттеринг утверждается, что их результаты аналогичны результатам Стэнфордского университета. В этом исследовании делается вывод, что «Стэнфорд V, при условии адекватной лучевой терапии, является весьма эффективным режимом лечения как при локальной, так и при продвинутой стадии Болезни Ходжкина».